# Calocheirus mirus
Calocheirus mirus es una especie de arácnido del orden Pseudoscorpionida de la familia Olpiidae.

## Distribución geográfica
Se encuentra en las islas Canarias (España).